# Gideon Gathimba
Gideon Gathimba (né le 9 mars 1980) est un athlète kényan spécialiste du 1 500 mètres.

## Carrière
Il se révèle durant les Championnats d'Afrique 2008 en montant sur la deuxième marche du podium du 1 500 mètres derrière son compatriote Haron Keitany avec le temps de 3 min 43 s 56. Cette même année, le Kényan améliore son record personnel sur la distance en courant 3 min 33 s 63 au meeting de Rabat, avant de se classer quatrième de la Finale mondiale de l'IAAF à Stuttgart. Gideon Gathimba se distingue le 4 septembre 2009 lors du Mémorial Van Damme de Bruxelles en améliorant le record du monde du relais 4 × 1 500 m, discipline peu courue au niveau international. L'équipe du Kenya, composé par ailleurs de William Biwott Tanui, Geoffrey Rono et Augustine Choge s'impose en 14 min 36 s 23 et améliore la précédente meilleure marque mondiale détenue par la République fédérale d’Allemagne depuis 1977. En fin d'année 2009, Gathimba prend la cinquième place du 1 500 m lors de la Finale mondiale de Thessalonique.
En juin 2010, Gideon Gathimba se classe troisième du Mile du Meeting d'Oslo, deuxième étape de la Ligue de diamant 2010 et améliore son record personnel sur la distance en 3 min 50 s 53.

## Palmarès
| Date | Compétition              | Lieu           | Résultat | Temps         |
| ---- | ------------------------ | -------------- | -------- | ------------- |
| 2007 | Jeux mondiaux militaires | Hyderabad      | 1er      | 3 min 41 s 01 |
| 2008 | Championnats d'Afrique   | Addis-Abeba    | 2e       | 3 min 43 s 56 |
| 2008 | Finale mondiale          | Stuttgart      | 4e       | 3 min 38 s 35 |
| 2009 | Finale mondiale          | Thessalonique  | 5e       | 3 min 36 s 36 |
| 2011 | Jeux mondiaux militaires | Rio de Janeiro | 1er      | 3 min 40 s 62 |

## Records
| Épreuve | Épreuve   | Temps         | Lieu       | Date              |
| ------- | --------- | ------------- | ---------- | ----------------- |
| 1 500 m | Plein air | 3 min 33 s 53 | Zagreb     | 13 septembre 2011 |
| 1 500 m | En salle  | 3 min 35 s 40 | Birmingham | 20 février 2010   |